# Eurylomia cordula
Eurylomia cordula är en fjärilsart som beskrevs av Jean Baptiste Boisduval 1870. Eurylomia cordula ingår i släktet Eurylomia och familjen björnspinnare. Inga underarter finns listade i Catalogue of Life.